# Jacques Lusseyran
Jacques Lusseyran (19. září 1924 Paříž – 27. července 1971) byl nevidomý francouzský spisovatel, univerzitní profesor a politický aktivista.

## Biografie
Již od mala měl problémy se zrakem a ve věku osmi let při školní nehodě oslepl zcela. Se slepotou se ale vyrovnal velmi brzy, chodil do školy mezi zdravé žáky a v této době potkal svého nejlepšího přítele Jeana.
V mladém věku byl velmi znepokojen rychlým vzestupem Adolfa Hitlera v Německu a rozhodl se učit němčinu, aby mohl poslouchat německý rozhlas. Po začátku druhé světové války se o události velmi zajímal a necelý rok po napadení Francie Němci, v roce 1941, ve svých sedmnácti letech, založil odbojovou skupinu s názvem Dobrovolníci svobody (Volontaires de la Liberté). Byl pověřen náborem nových členů. Skupina se později sloučila s jinou odbojovou skupinou, Obranou Francie (Défense de la France). V červenci 1943 organizoval a zúčastnil se rozšiřování jejich letáků ve vlacích.
Dne 20. července 1943 byl zatčen gestapem, protože byl zrazen členem vlastní odbojové skupiny. Jeho znalost němčiny mu pomohla lépe pochopit současnou situaci, než mohla většina francouzských vězňů. Spolu s dalšími dvěma tisíci Francouzů byl poslán do koncentračního tábora Buchenwald, kde z důvodu své slepoty nemohl vykonávat nucené práce, kterou dělala většina vězňů. Brzy bylo zatčeno také mnoho z jeho přátel z dětství a odboje a některé z nich potkal i v koncentračním táboře. Lusseyran pomohl motivovat ducha odporu v táboře, zvláště u francouzských a německých zajatců.
V dubnu 1945 byl z koncentračního tábora osvobozen. Jako jeden z mála přežil německé masakry v koncentračních táborech, ve kterých zemřela většina jeho přátel. Mnoho jeho přátel zemřelo v průběhu války, včetně Jeana. Po ukončení války Lusseyran učil francouzskou literaturu ve Spojených státech a psal knihy, včetně jeho nejznámější autobiografie s názvem Nalezené světlo (v originále Et la lumière fut), ve které zaznamenává prvních dvacet let svého života. Zemřel společně se svou třetí ženou Marií při dopravní nehodě ve Francii dne 27. července 1971. V té době mu bylo 47 let.

## Dílo
Jacques Lusseyran je autorem několika autobiografických děl:
- Nalezené světlo (v originále Et la lumière fut), první vydání v nakladatelství La Table Ronde, v březnu 1953. V České republice vydáno poprvé roku 1977 nakladatelstvím Svoboda.
- Le silence des hommes, La Table Ronde, duben 1954
- Le monde commence aujourd'hui
- Conversation amoureuse
- La lumière dans les ténèbres
- Georges Saint-Bonnet, maître de joie
- Ce que l'on voit sans les yeux